# Distrikt Pósic
Der Distrikt Pósic, alternative Schreibweise: Distrikt Posic, liegt in der Provinz Rioja in der Region San Martín im zentralen Norden von Peru. Der Distrikt wurde am 9. Dezember 1935 gegründet. Er besitzt eine Fläche von 52,6 km². Beim Zensus 2017 wurden 1940 Einwohner gezählt. Im Jahr 1993 lag die Einwohnerzahl bei 971, im Jahr 2007 bei 1398. Sitz der Distriktverwaltung ist die 820 m hoch gelegene Ortschaft Pósic mit 1689 Einwohnern (Stand 2017). Pósic befindet sich 5,5 km nördlich der Provinzhauptstadt Rioja.

## Geographische Lage
Der Distrikt Pósic liegt in den östlichen Voranden im Osten der Provinz Rioja. Er liegt am Westufer des nach Norden fließenden Río Tonchima. Im Nordosten des Distrikts mündet dieser in den Río Mayo.
Der Distrikt Pósic grenzt im Südwesten an den Distrikt Rioja, im Nordwesten an den Distrikt Yuracyacu, im äußersten Nordosten an den Distrikt Moyobamba (Provinz Moyobamba) sowie im Osten an die Distrikte Yantalo und Calzada (beide in der Provinz Moyobamba).

## Ortschaften
Im Distrikt gibt es neben dem Hauptort folgende größere Ortschaften:
- Santa Elena